# Schizymenium hymenostomum
Schizymenium hymenostomum là một loài Rêu trong họ Bryaceae. Loài này được (Bruch & Schimp. ex Müll. Hal.) A.J. Shaw miêu tả khoa học đầu tiên năm 1985.